# Biên Hòa

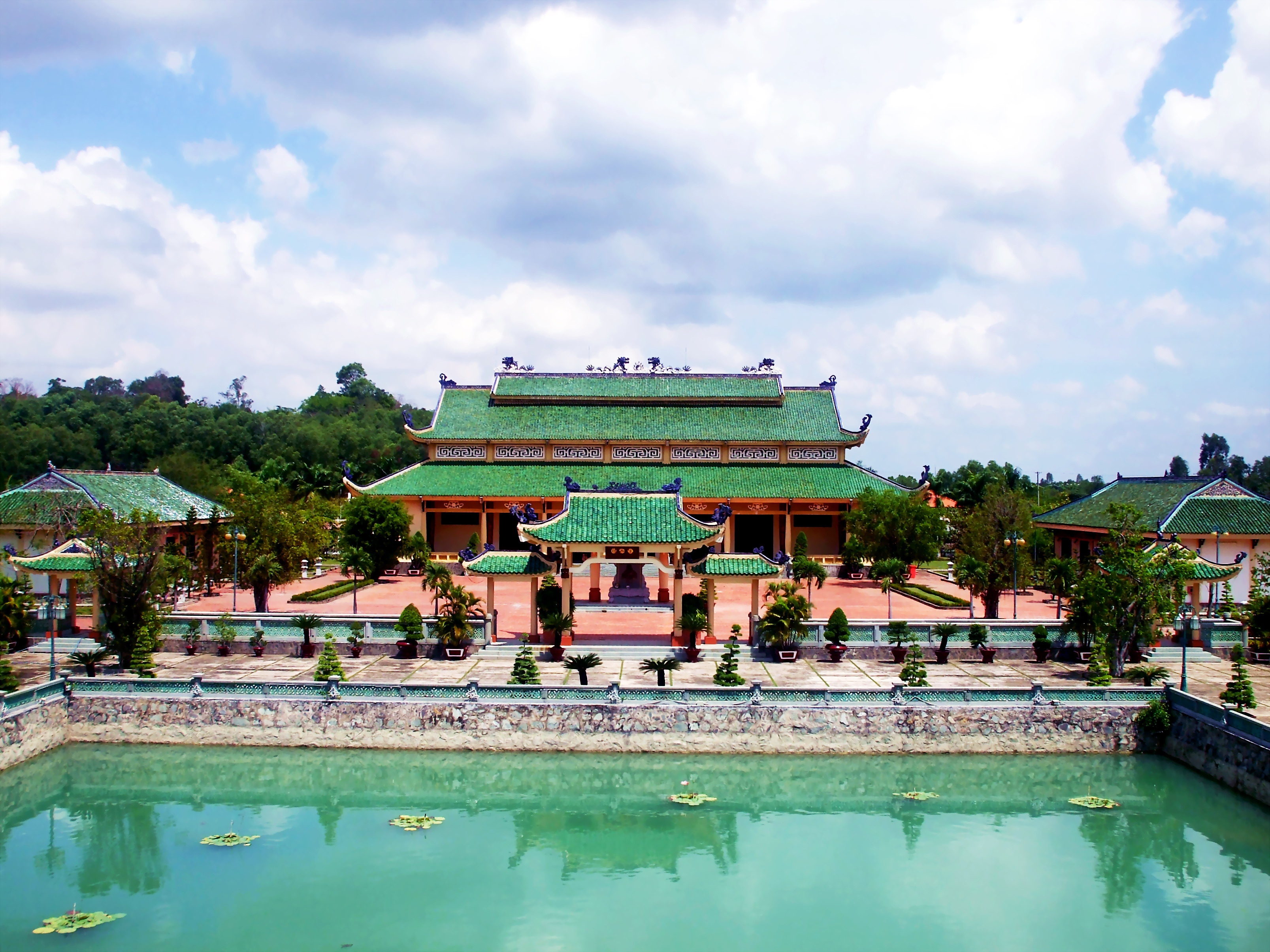
Tempel i Bien Hoa.

Bien Hoa (på vietnamesiska Biên Hoà) är en stad i Vietnam och är huvudstad i provinsen Dong Nai. Folkmängden uppgick till 701 194 invånare vid folkräkningen 2009, varav 652 646 invånare bodde i själva centralorten. Detta gör den till Vietnams sjätte största stad. Bien Hoa är belägen strax nordost om Ho Chi Minh-staden, med vilken Bien Hoa praktiskt taget är sammanvuxen med. 